# ダイアリー・オブ・ザ・デッド
『ダイアリー・オブ・ザ・デッド』（Diary of the Dead）は、2007年のアメリカ合衆国のホラー映画。R-15指定。
ゾンビ映画の巨匠、ジョージ・A・ロメロ監督による作品。主観映像によるフェイクドキュメンタリータッチの作品となっている。
2007年9月に開催された第32回トロント国際映画祭で初上映された。

## ストーリー
ピッツバーグ大学映画学科の学生であるジェイソンたちは、山奥で卒業制作の映画を撮影していた。しかし、夜間撮影中にラジオから世界中でゾンビが人間を襲い始めたというニュースが流れる。撮影を中断した一行はマイクロバスで家へ向かうが、横転して炎上する車に遭遇し、そこで黒こげの死体が歩く姿を目撃する。

## キャスト
デブラ・モイナハン
演 - ミシェル・モーガン、日本語吹替 - 本田貴子
本作の語り部を務めるピッツバーグ大学の学生でジェイソンの恋人。卒業制作映画のロケには同行しなかったが本来はメイク係を担当。女子寮に残留していたところを迎えに来たジェイソン達と合流し、以降は彼らと共に自宅をめざす。ジェイソンの遺作となった映画を完成させ、インターネット上で公開する。
ジェイソン・クリード
演 - ジョシュ・クローズ、日本語吹替 - 加瀬康之
ピッツバーグ大学映画学科の学生で、卒業制作映画の監督。本作は、ジェイソンが撮影していたドキュメンタリー映画『死の終焉』を編集した映像という設定になっている。「後世の人々に真実を伝える」という使命感に駆られカメラを回し続けるが、撮影を優先するあまり仲間の危機すら傍観する姿勢は周囲からの反感を買う。
トニー・ラヴェロ
演 - ショーン・ロバーツ、日本語吹替 - 青木強
ピッツバーグ大学映画学科の学生。ロケに参加しなかったデブラの代理でメイクを担当するが、本来はジェイソンと同じく監督志望。斜に構えた皮肉屋でゾンビ報道を「捏造」と切り捨てるなど、自分の目で見たものしか信じない傾向が強い。どんな時でもカメラを回し続けるジェイソンに対し、批判的な態度をとる。
トレイシー・サーマン
演 - エイミー・ラロンド、日本語吹替 - 嶋村侑
ピッツバーグ大学映画学科の学生で、卒業制作映画の中でヒロイン役。ゴードの恋人。父親のおかげで車の簡単な修理も出来る。リドリーに襲われた際、助けずカメラを回し続けるジェイソンに愛想を尽かし、最終的に生き残っていた仲間達を全員見捨てる形で一人キャンピングカーで逃亡してしまう。
エリオット・ストーン
演 - ジョー・ディニコル、日本語吹替 - 石上裕一
ピッツバーグ大学映画学科の学生で眼鏡をかけている。普段は控えめだが、病院では頑固なトニーに現実を認識させるべくゾンビに立ち向かった。
アンドリュー・マクスウェル
演 - スコット・ウェントワース、日本語吹替 - 秋元羊介
ピッツバーグ大学の教授。厭世的なニヒリストで常にアルコールを求めるが、従軍経験があるらしい。アーチェリーの名手。
リドリー・ウィルモット
演 - フィリップ・リッチオ、日本語吹替 - 佐藤せつじ
ピッツバーグ大学映画学科の学生で、卒業制作映画の中でミイラ男役。実家は室内プールや警備カメラを多数備えた豪邸。序盤に登場して少し間をおいて再登場する。再登場時は、親がゾンビになってしまったり、フランシーンが襲われたりで、酒に溺れてしまっていると思われたが、実は噛まれており徐々にゾンビ化。何故かカメラを回しているジェイソンは襲わず、卒業制作映画通りトレーシーを襲う。風呂に入っているエリオットを襲ったあとジェイソンを襲い、アンドリューに剣で裂かれる。
ゴード・ソーセン
演 - クリス・ヴァイオレット、日本語吹替 - 中谷一博
ピッツバーグ大学映画学科の学生。トレイシーの恋人。病院ではメアリーの所持していた拳銃で数体のゾンビを仕留めるが、撤収する際に受けた傷が原因で数時間後に死亡。ゾンビとして復活するも、すぐさまトレイシーによって射殺された。
フランシーン・シェーン
演 - ミーガン・パーク、日本語吹替 - 足立友
ピッツバーグ大学映画学科の学生。物語序盤でロケ隊と別れ帰宅するリドリーについて行く。
メアリー・デクスター
演 - タチアナ・マスラニー、日本語吹替 - 原田ひとみ
ピッツバーグ大学映画学科の学生でキャンピングカーの運転手。逃走時に轢き殺したゾンビを生きた人間と思い込んで罪悪感に押し潰されてしまい、所持していた拳銃で自殺を図る。直ちに病院へ搬送されるが、その甲斐もなく死亡しゾンビとして復活。最期はアンドリューに介錯された。
サミュエル
演 - R・D・レイド、日本語吹替 - 佐藤晴男
農夫。耳が悪い。
ストレンジャー
演 - マーティン・ローチ、日本語吹替 - 松田健一郎
州兵の隊員の黒人。デブラ達に物資を提供する。
キャッツ警察署長
演 - ジョージ・A・ロメロ、日本語吹替 - 佐藤晴男
ノンクレジット。
大佐
演 - アラン・ヴァン・スプラング、日本語吹替 - 佐藤晴男
ジェイソンたちを襲う強盗。続編『サバイバル・オブ・ザ・デッド』の主人公。

### 声の出演
"VERY SPECIAL THANKS"としてクレジット。
ウェス・クレイヴン
ニュースの声。
スティーヴン・キング
ニュースの声。
サイモン・ペッグ
ニュースの声。
ギレルモ・デル・トロ
ニュースの声。
クエンティン・タランティーノ
ニュースの声。
トム・サヴィーニ
警察無線の声。

## スタッフ
- 監督、脚本 - ジョージ・A・ロメロ
- 特殊メイク - グレゴリー・ニコテロ
- 美術 - ルパート・ラザルス
- 衣装 - アレックス・カヴァナー
- 字幕 - 川又勝利